# Paraceratitella eurycephala
Paraceratitella eurycephala är en tvåvingeart som beskrevs av Hardy 1967. Paraceratitella eurycephala ingår i släktet Paraceratitella och familjen borrflugor. Inga underarter finns listade i Catalogue of Life.